# Pyramica arizonica
Pyramica arizonica är en myrart som först beskrevs av Ward 1988.  Pyramica arizonica ingår i släktet Pyramica och familjen myror. Inga underarter finns listade i Catalogue of Life.

## Bildgalleri